# Moses Blah
Moses Zeh Blah, né le 18 avril 1947 à Toweh Town et mort le 1er avril 2013 à Monrovia, est un homme d'État libérien.

## Biographie
Nommé vice-président du Liberia sous la présidence de Charles Taylor le 24 juillet 2000, il devient président à la suite de la démission de Taylor le 11 août 2003 et le demeure jusqu'au 14 octobre suivant, quand le gouvernement de transition dirigé par Gyude Bryant, soutenu par les Nations unies, est mis en place.
Blah meurt le 1er avril 2013 à l'hôpital John F. Kennedy de Monrovia.